# مارسل کینت
مارسل کینت (انگلیسی: Marcel Kint; ۲۰ سپتامبر ۱۹۱۴ – ۲۳ مارس ۲۰۰۲) دوچرخه‌سوار اهل بلژیک بود.
وی در مسابقات کشوری و بین‌المللی در مجموع برندهٔ ۱ مدال طلا، ۱ مدال نقره شده‌است.